# Paramount Pictures
Paramount Pictures Corporation er et amerikansk filmselskab baseret i Hollywood, Californien. Det blev grundlagt i 1914 og er dermed verdens næstældste, endnu eksisterende filmselskab, kun overgået af danske Nordisk Film (grundlagt 1906). Paramount Pictures ejes af mediekoncernen Paramount Global.